# Gioacchino Guaragna
Gioacchino Guaragna (Milán, 14 de junio de 1908-Milán, 19 de abril de 1971) fue un deportista italiano que compitió en esgrima, especialista en la modalidad de florete.
Participó en tres Juegos Olímpicos de Verano entre los años 1928 y 1936, obteniendo en total tres medallas: oro en Ámsterdam 1928, plata en Los Ángeles 1932 y oro en Berlín 1936. Ganó diez medallas en el Campeonato Mundial de Esgrima entre los años 1927 y 1938.

## Palmarés internacional
| Juegos Olímpicos   | Juegos Olímpicos             | Juegos Olímpicos  | Juegos Olímpicos    |
| Año                | Lugar                        | Medalla           | Prueba              |
| ------------------ | ---------------------------- | ----------------- | ------------------- |
| 1928               | Ámsterdam (Países Bajos)     | Medalla de oro    | Florete por equipos |
| 1932               | Los Ángeles (Estados Unidos) | Medalla de plata  | Florete por equipos |
| 1936               | Berlín (Alemania)            | Medalla de oro    | Florete por equipos |
| Campeonato Mundial |                              |                   |                     |
| Año                | Lugar                        | Medalla           | Prueba              |
| 1927               | Vichy (Francia)              | Medalla de bronce | Florete individual  |
| 1929               | Nápoles (Italia)             | Medalla de oro    | Florete por equipos |
| 1930               | Lieja (Bélgica)              | Medalla de oro    | Florete por equipos |
| 1930               | Lieja (Bélgica)              | Medalla de bronce | Florete individual  |
| 1931               | Viena (Austria)              | Medalla de oro    | Florete por equipos |
| 1933               | Budapest (Hungría)           | Medalla de oro    | Florete individual  |
| 1933               | Budapest (Hungría)           | Medalla de oro    | Florete por equipos |
| 1934               | Varsovia (Polonia)           | Medalla de oro    | Florete por equipos |
| 1938               | Pieštany (Checoslovaquia)    | Medalla de oro    | Florete individual  |
| 1938               | Pieštany (Checoslovaquia)    | Medalla de oro    | Florete por equipos |